# مسجد قبا (تهران)
مسجد قبا مسجدی است که در خیابان شریعتی تهران و در نزدیکی حسینیه ارشاد قرار دارد. این مسجد در سالهای دهه پنجاه توسط سید محسن هزاوه ای همدانی بنیانگذاری شد. محمد مفتح از اولین امامان جماعت این مسجد بود.
در این مسجد در ۷ تیر ۱۳۸۸ اعتراضاتی پیرامون انتخابات روی داد.